# Liste von Persönlichkeiten der Stadt Trondheim
Die folgende Liste enthält Personen, die im norwegischen Trondheim geboren wurden sowie solche, die dort zeitweise gelebt und gewirkt haben, jeweils chronologisch aufgelistet nach dem Geburtsjahr. Die Liste erhebt keinen Anspruch auf Vollständigkeit.

## In Trondheim geborene Persönlichkeiten

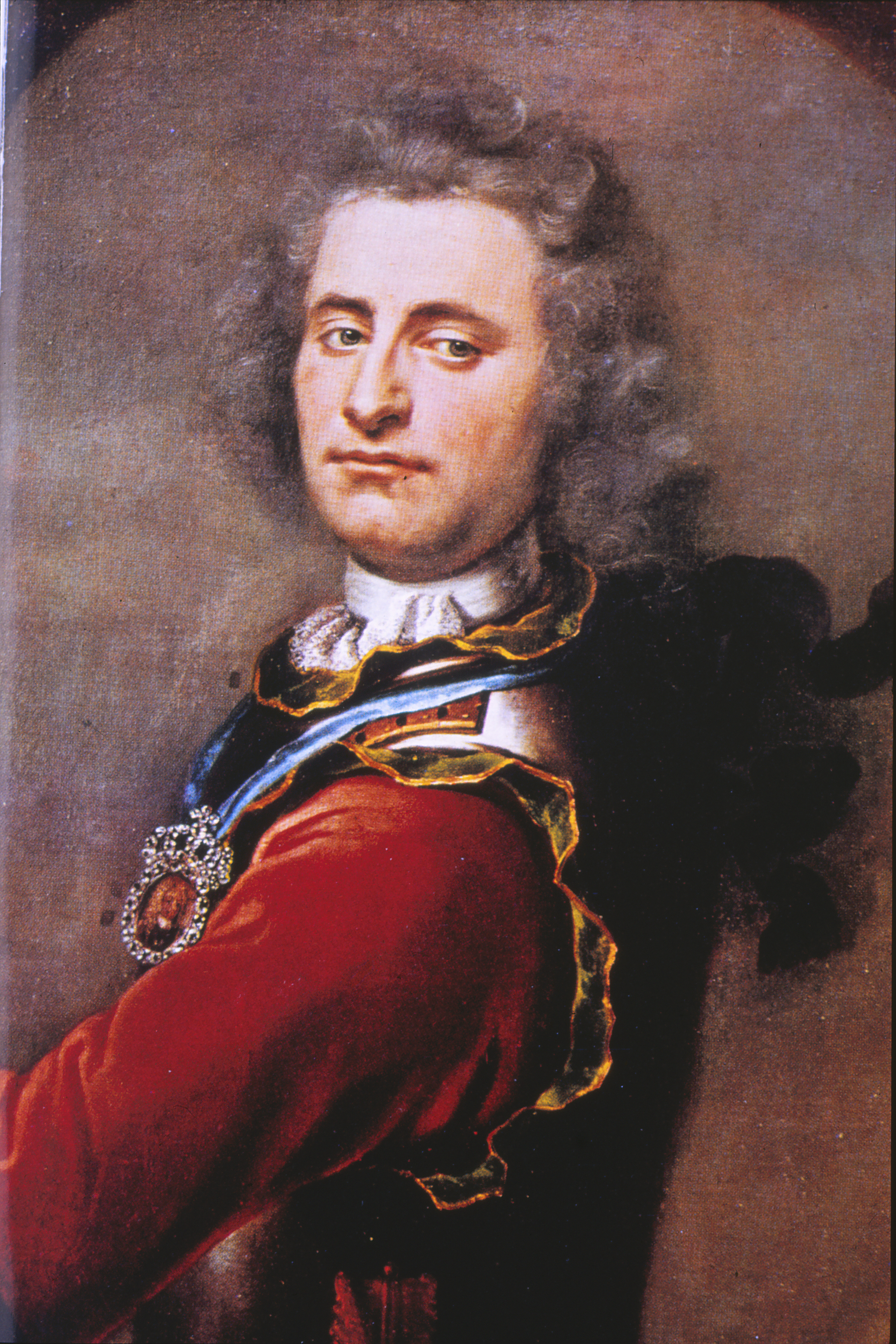
Peter Wessel

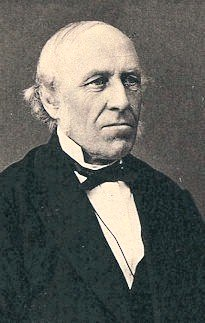
Ludvig Mathias Lindeman

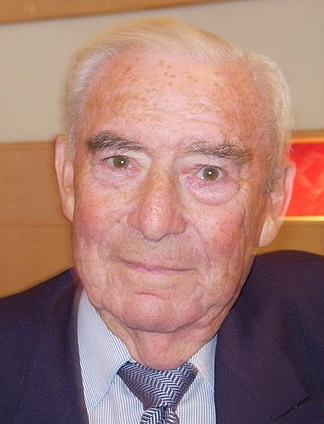
Jo Benkow

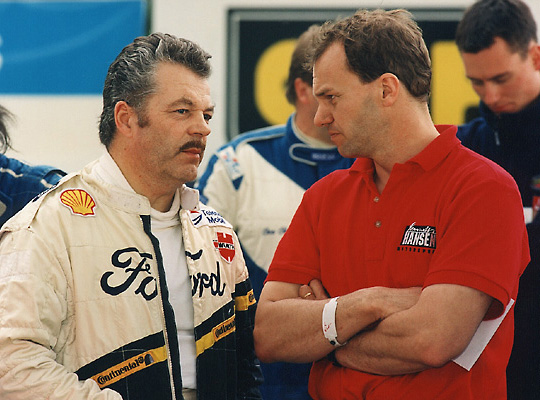
Martin Schanche (links)

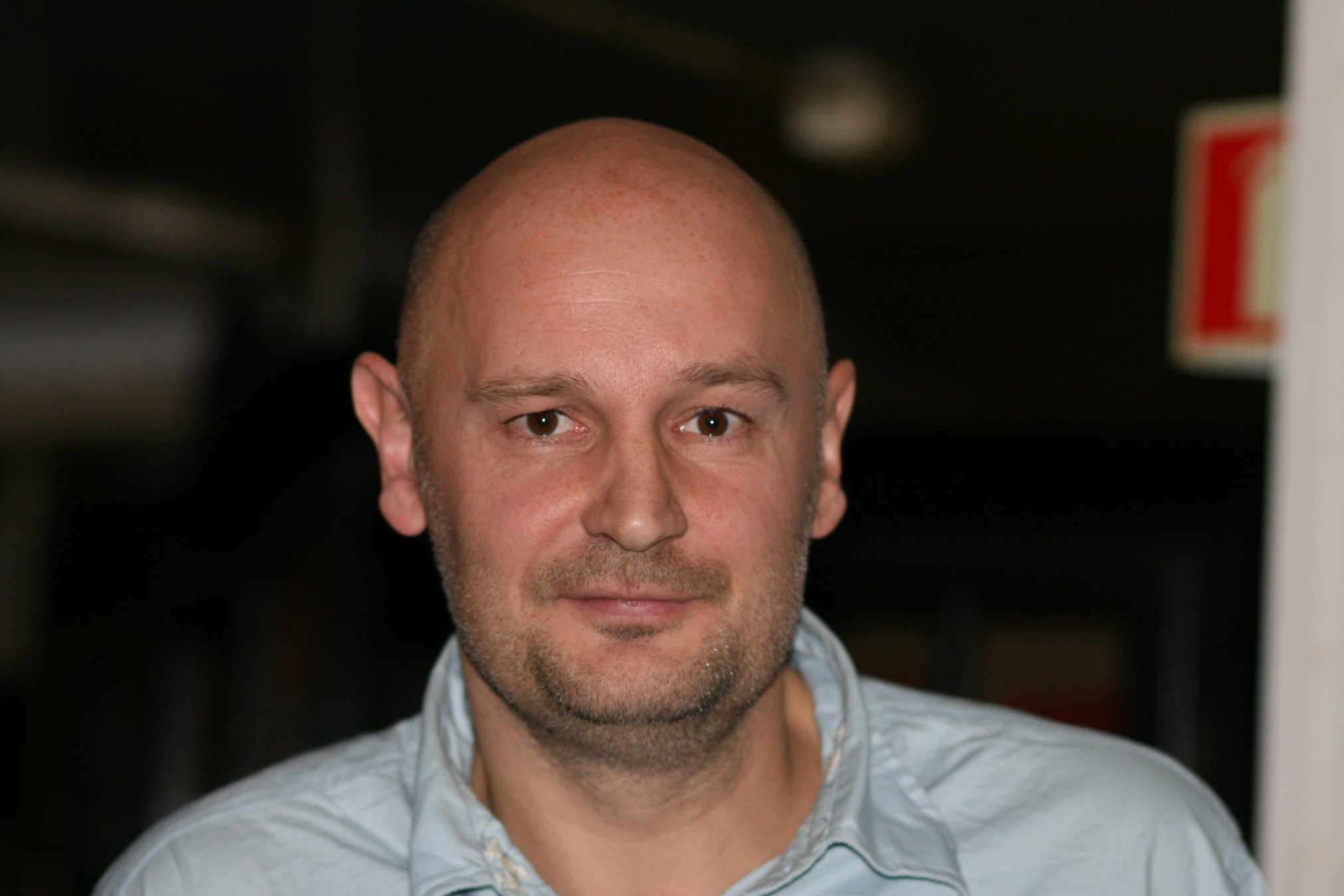
Erlend Loe

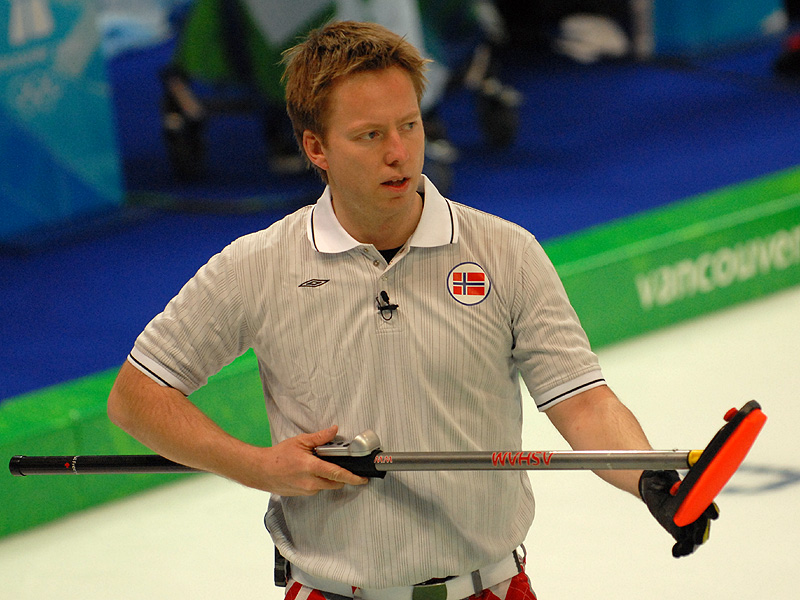
Torger Nergård

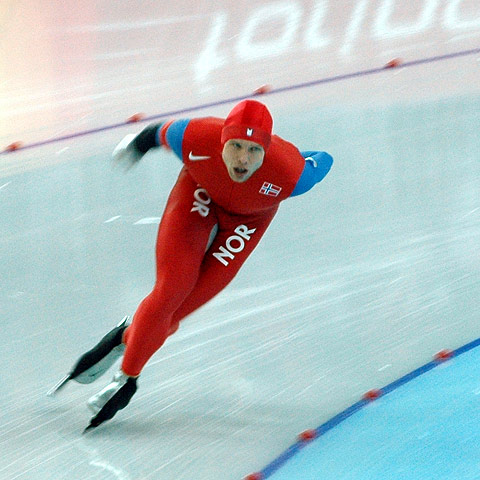
Eskil Ervik

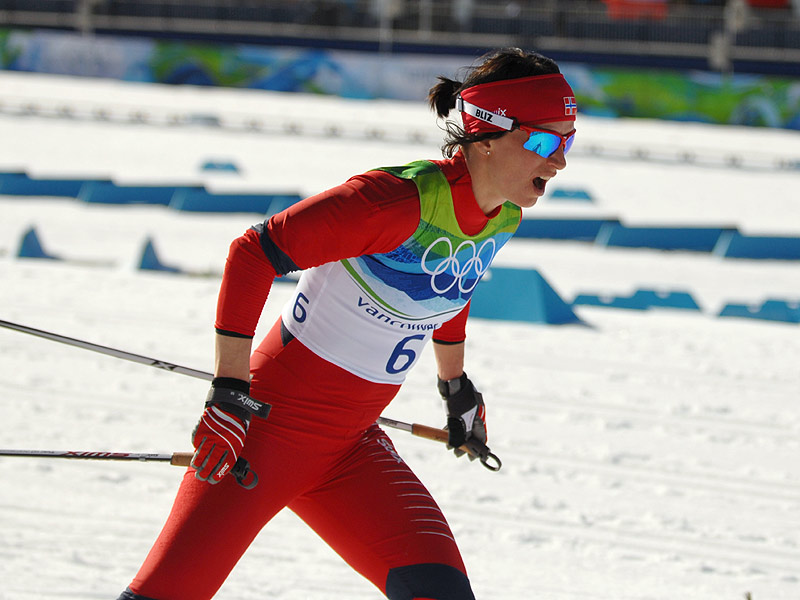
Marit Bjørgen

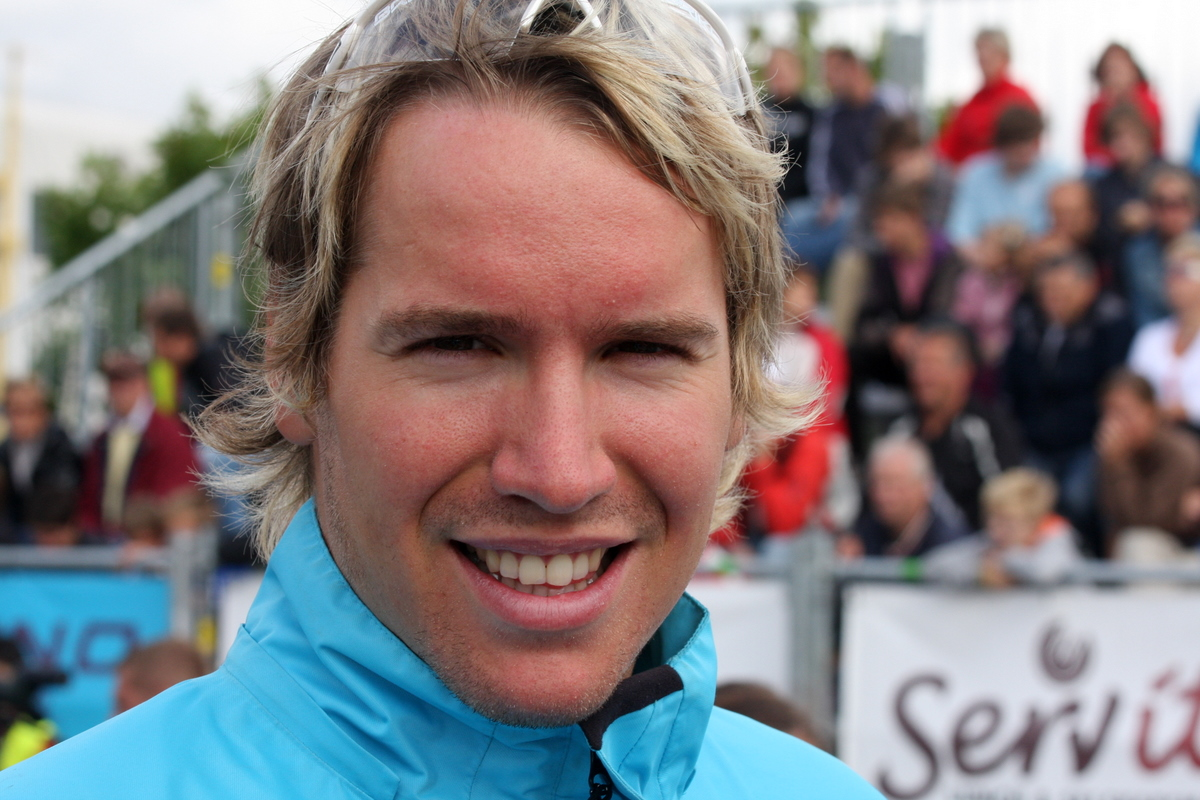
Emil Hegle Svendsen

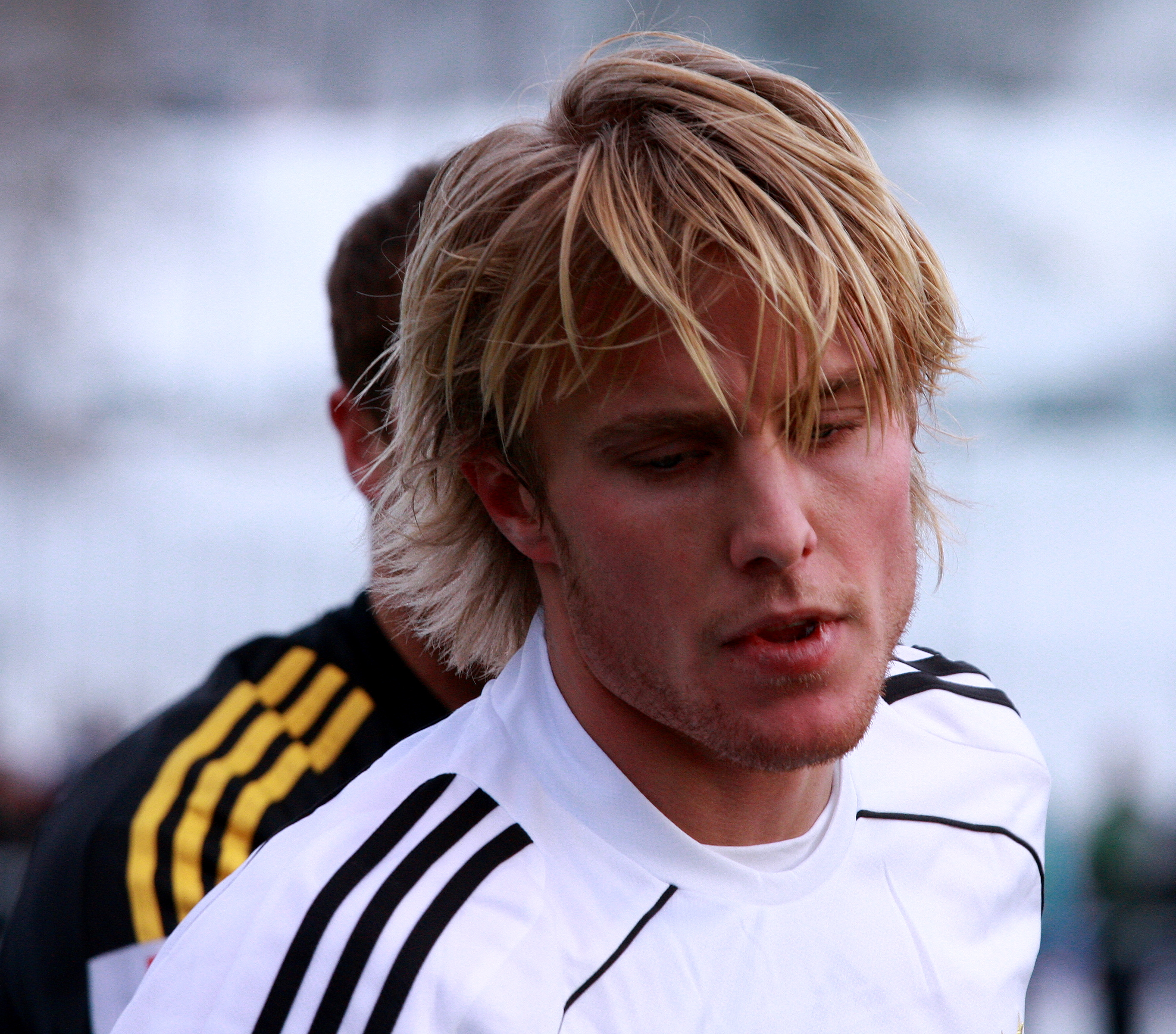
Per Ciljan Skjelbred

### Bis 1800
- Peter Bredahl (1681–1756), Seeoffizier in russischen Diensten
- Thomas von Westen (1682–1727), Leiter der Samen- oder Lappland-Mission
- Peter Wessel Tordenskiold (1690–1720), dänisch-norwegischer Marineoffizier
- Christian Frederik Hagerup (1731–1797), Pfarrer
- Eiler Hagerup (1736–1795), Jurist
- Johan Henrich Berlin (1741–1807), dänisch-norwegischer Komponist und Organist
- Johan Nordahl Brun (1745–1816), im Ortsteil Byneset geborener lutherischer Bischof und Dichter
- Johan F. L. Dreier (1775–1833), Maler, Zeichner und Illustrator
- Jacob von der Lippe Parelius der Jüngere (1782–1861), Theologe
- Peter Andreas Brandt (1792–1862), Naturforscher, Illustrator und Maler
- Frederik Due (1796–1873), Offizier und Staatsminister

### 19. Jahrhundert

#### 1801 bis 1850
- Ludvig Mathias Lindeman (1812–1887), Komponist
- Martin Andreas Udbye (1820–1889), Komponist und Organist
- Thomas Dyke Acland Tellefsen (1823–1874), Pianist und Komponist
- Jakob Løkke (1829–1881), Philologe, Lehrer und Lehrbuchautor
- Ole Falck Ebbell (1839–1919), Architekt
- Stephan Sinding (1846–1922), dänisch-norwegischer Bildhauer

#### 1851 bis 1900
- Jørgen Alexander Knudtzon (1854–1917), Sprach- und Kulturwissenschaftler
- Ole Andreas Øverland (1855–1911), Historiker
- Henrik Møller (1858–1937), Gold- und Silberschmied
- Arne Dybfest (1869–1892), Lyriker
- Tycho Castberg (1872–1948), Seelsorger und Friedensaktivist
- Ivar Lykke (1872–1949), Politiker
- Ole-Falk Ebbell-Staehelin (1879–1969), Bauingenieur
- Kristian Elster der Jüngere (1881–1947), Schriftsteller, Literaturhistoriker und -kritiker
- Arthur Lee (1881–1961), US-amerikanischer Bildhauer
- Signe Munch Siebke (1884–1945), Malerin
- Olav Gullvaag (1885–1961), Schriftsteller
- Helge Thiis (1897–1972), Architekt und Dombaumeister
- Karl Aas (1899–1943), Turner
- Arvid Kleven (1899–1929), Komponist

### 20. Jahrhundert

#### 1901 bis 1950
- Per Græsli (1903–1945), Arzt, Mitglied des Widerstands
- John Lyng (1905–1978), Politiker
- Erling Lindboe (1910–1973), Eisschnellläufer
- Edvard Wangberg (1913–1983), Eisschnellläufer
- Henry Tiller (1914–1999), Boxer
- Agnar Mykle (1915–1994), Schriftsteller
- Knut Schmidt-Nielsen (1915–2007), Forscher und Lehrbuchautor
- Hans Ramberg (1917–1998), Geologe und Mineraloge
- Sverre Farstad (1920–1978), Eisschnellläufer
- Pete Brown (1921–2009), Jazz- und Unterhaltungsmusiker
- Odd Berg (1923–2021), Radrennfahrer
- Jo Benkow (1924–2013), Politiker
- Torbjørn Falkanger (1927–2013), Skispringer
- Kjell Rasmussen (1927–2023), Diplomat
- Sverre Stallvik (1927–2015), Skispringer
- Arnfinn Bergmann (1928–2011), Skispringer und Fußballspieler
- Knut Risan (1930–2011), Schauspieler
- Axel Jensen (1932–2003), Schriftsteller
- Tor Torkildsen (1932–2006), Seemann, Reeder und Autor
- Jens Erik Fenstad (1935–2020), Mathematiker
- Gudmund Hernes (* 1941), Politiker und Soziologe
- Jan Erik Kongshaug (1944–2019), Toningenieur und Jazzgitarrist
- Brit Andresen (* 1945), norwegisch-australische Architektin und Hochschullehrerin
- Marius Haas (* 1945), Diplomat
- Odd Iversen (1945–2014), Fußballspieler
- Berit Nesheim (* 1945), Regisseurin
- Martin Schanche (* 1945), Autorennfahrer und Politiker
- Ellen Hellwig (* 1946), deutsche Schauspielerin, Hörspiel- und Synchronsprecherin
- Hallbjørn Rønning (1950–2023), Schauspieler

#### 1951 bis 1960
- Odd Reitan (* 1951), Unternehmer
- Sidsel Endresen (* 1952), Jazzsängerin
- Knut Værnes (* 1954), Jazzgitarrist
- Jon Gunnes (* 1956), Politiker
- Ingrid Kristiansen (* 1956), Langstreckenläuferin
- Karin Singstad (* 1958), Handballspielerin
- Tore Brunborg (* 1960), Jazz-Saxophonist
- Rolf Falk-Larssen (* 1960), Eisschnellläufer, Weltmeister

#### 1961 bis 1970
- Rune Bratseth (* 1961), Fußballspieler
- Henry Nilsen (* 1961), Eisschnellläufer
- Atle Kvålsvoll (* 1962), Radsporttrainer, Sportlicher Leiter und Radrennfahrer
- Inger Lise Hansen (* 1963), bildende Künstlerin und Filmregisseurin
- Olaf Lurvik (* 1963), Radrennfahrer
- Liv Kari Eskeland (* 1965), Politikerin
- Trine Haltvik (* 1965), Handballspielerin
- Magne Johansen (* 1965), Skispringer
- Geir Lysne (* 1965), Jazz-Musiker
- Tor Skeie (* 1965), Freestyle-Skier
- André N. Skjelstad (* 1965), Politiker
- Mette Tronvoll (* 1965), Künstlerin
- Øystein Baadsvik (* 1966), Tubasolist
- Trond Giske (* 1966), Politiker
- Birthe Hegstad (* 1966), Fußballspielerin
- Rigmor Elianne Koti (* 1966), Diplomatin, norwegische Botschafterin in Mali
- Hanne Hogness (* 1967), Handballspielerin
- Ingar Dragset (* 1968), Künstlerin
- Annette Skotvoll (* 1968), Handballspielerin
- Erlend Loe (* 1969), Schriftsteller
- Kim Ofstad (* 1969), Pop-, Rock- und Jazzschlagzeuger
- Mona Dahle (* 1970), Handballspielerin
- Roar Strand (* 1970), Fußballspieler

#### 1971 bis 1980
- Bjørn Otto Bragstad (* 1971), Fußballspieler
- Lars Haltbrekken (* 1971), Naturschutzaktivist und Politiker
- Eirik Sivertsen (* 1971), Politiker
- Christian Berge (* 1973), Handballspieler und -trainer
- Eva Kristin Hansen (* 1973), Politikerin
- Maja Ratkje (* 1973), Improvisationsmusikerin und Komponistin
- Lill Harriet Sandaune (* 1973), Politikerin
- Julie Brodtkorb (* 1974), Politikerin
- Yngvild Sve Flikke (* 1974), Drehbuchautorin und Filmregisseurin
- Torger Nergård (* 1974), Curler
- Kari Solem (* 1974), Handballspielerin
- Mats Eilertsen (* 1975), Jazzmusiker und Komponist
- Eskil Ervik (* 1975), Eisschnellläufer
- Vegard Heggem (* 1975), Fußballspieler
- Håkon Mjåset Johansen (* 1975), Jazz-Schlagzeuger
- Trine Bakke (* 1975), Skirennläuferin
- Tore Vikingstad (* 1975), Eishockeyspieler
- Alexandra Beverfjord (* 1977), Journalistin und Autorin
- Annie (* 1977), Sängerin
- Stella Getz (* 1976), Sängerin
- Elisabeth Hilmo Meyer (* 1976), Handballspielerin
- Ann Helen Grande (* 1977), Biathletin
- Ragnhild Gulbrandsen (* 1977), Fußballspielerin
- Tommy Ingebrigtsen (* 1977), Skispringer
- Arild Grande (* 1978), Politiker
- Ingrid Røynesdal (* 1978), Museumsleiterin
- Ola Berger (* 1979), Skibergsteiger
- Stian Eckhoff (* 1979), Biathlet
- Martin Henriksen (* 1979), Politiker
- Lisa Wiik (* 1979), Snowboarderin
- Marit Bjørgen (* 1980), Skilangläuferin
- Morten Solem (* 1980), Skispringer

#### 1981 bis 1990
- Kjersti Buaas (* 1981), Snowboarderin
- Kim Myhr (* 1981), Fusion- und Improvisationsmusiker
- Espen Rian (* 1981), Nordischer Kombinierer
- Kristin Mürer Stemland (* 1981), Skilangläuferin
- Martin Taxt (* 1981), Jazz- und Improvisationsmusiker
- Alexander Buchmann (* 1982), Handballspieler
- Marie Knutsen (* 1982), Fußballspielerin
- Eldar Rønning (* 1982), Skilangläufer
- Trine Rønning (* 1982), Fußballspielerin
- Ingrid Ødegård (* 1983), Handballspielerin
- Jan Schmid (* 1983), norwegisch-schweizerischer Nordischer Kombinierer
- Silje Nordnes (* 1984), Journalistin und Moderatorin
- Ida Alstad (* 1985), Handballspielerin
- Margaret Berger (* 1985), Popsängerin
- Petter Eliassen (* 1985), Skilangläufer
- Stian Nåvik (* 1985), Biathlet
- Gøril Snorroeggen (* 1985), Handballspielerin
- Lars-Erik Spets (* 1985), Eishockeyspieler
- Emil Hegle Svendsen (* 1985), Biathlet
- Einar Uvsløkk (* 1985), Nordischer Kombinierer
- Une Aina Bastholm (* 1986), Politikerin
- Torstein Horgmo (* 1987), Snowboarder
- Astrid Jacobsen (* 1987), Skilangläuferin
- Laila Kveli (* 1987), Skilangläuferin
- Heida Mobeck (* 1987), Jazz- und Improvisationsmusikerin
- Per Ciljan Skjelbred (* 1987), Fußballspieler
- Lotte Lien (* 1988), Boxerin
- Tommy Schmid (* 1988), Schweizer Nordischer Kombinierer
- Tabita Berglund (* 1989), Dirigentin und Cellistin
- Tonje Angelsen (* 1990), Leichtathletin
- Sivert Bjørnstad (* 1990), Politiker
- Linn Haug (* 1990), Snowboarderin
- Mette Henriette Martedatter Rølvåg (* 1990), Saxophonistin und Komponistin

#### 1991 bis 2000
- Mari Holm Lønseth (* 1991), Politikerin
- Sondre Nordstad Moen (* 1991), Langstreckenläufer
- Didrik Tønseth (* 1991), Skilangläufer
- Mushaga Bakenga (* 1992), Fußballspieler
- Markus Henriksen (* 1992), Fußballspieler
- Harald Reinkind (* 1992), Handballspieler
- Ole Selnæs (* 1994), Fußballspieler
- Alexander Sørloth (* 1995), Fußballspieler
- Jenny Enodd (* 1996), Biathletin
- Johannes Høsflot Klæbo (* 1996), Skilangläufer
- Jan Thomas Jenssen (* 1996), Skilangläufer
- Tonje Lerstad (* 1996), Handballspielerin
- William Aar (* 1997), Handballspieler
- Viktor Durasovic (* 1997), Tennisspieler
- Tom Kåre Nikolaisen (* 1997), Handballspieler
- Vegard Erlien (* 1998), Fußballspieler
- Solveig Løvseth (* 1999), Triathletin
- Tuva Ulsaker Høve (* 2000), Handballspielerin
- Simen Kvarstad (* 2000), Nordischer Kombinierer
- Simen Ulstad Lyse (* 2000), Handballspieler

### 21. Jahrhundert
- Gyda Westvold Hansen (* 2002), Nordische Kombiniererin
- Anne Dorthe Ysland (* 2002), Radrennfahrerin
- Odin Thiago Holm (* 2003), Fußballspieler
- Sverre Nypan (* 2006), Fußballspieler

## Personen mit Bezug zu Trondheim

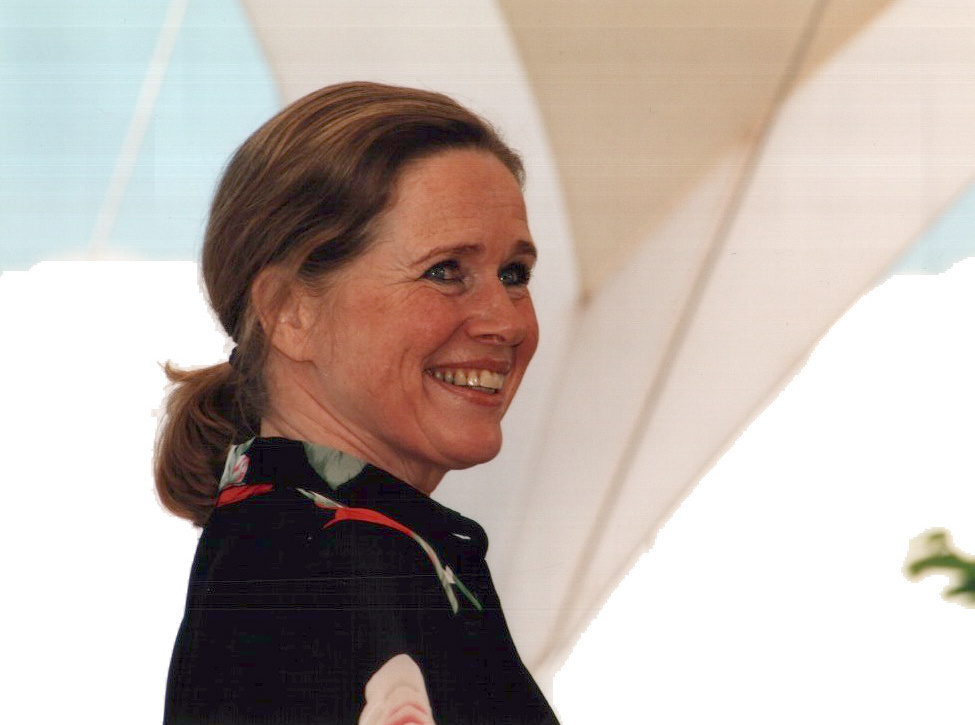
Liv Ullmann

- Thomas von Westen (1682–1727), Leiter der Samen- oder Lappland-Mission
- Peter Frederik Suhm (1728–1798), Historiker
- Jacob von der Lippe Parelius (1744–1827), Mitbegründer von Tronheims Det Kongelige Norske Videnskabers Selskab und Trondhjems Borgerlige Realskole
- Christian Krohg (1777–1828), Jurist und Politiker
- Conradine Dunker (1780–1866), Schriftstellerin
- Jacobine Dunker (1808–1857), Pädagogin
- Tycho Castberg (1900–1982), Architekt
- Henry Gleditsch (1902–1942), Schauspieler, Regisseur und Theaterintendant
- Odd Sagør (1918–1993), Politiker und Bürgermeister der Stadt
- Liv Ullmann (* 1938), Schauspielerin und Regisseurin
- Anne B. Ragde (* 1957), Schriftstellerin
- Rita Ottervik (* 1966), Bürgermeisterin
- Marte Huke (* 1974), Lyrikerin
- Johan Kjølstad (* 1983), Skilangläufer
- Petter Tande (* 1985), Nordischer Kombinierer
- Mikael Lustig (* 1986), schwedischer Fußballspieler

Darüber hinaus stammen die Jazz-Rock-Band Dadafon, die Rock-Band Motorpsycho, das EDM-Duo SeeB und die Metal-Band Lumsk aus Trondheim.